# Stockton's Wing
Stockton's Wing is een Ierse folkband die in 1977 werd geformeerd door vier All-Ireland kampioenen: Paul Roche, Maurice Lennon, Tommy Hayes, en Kieran Hanrahan. Van 1980 tot 1994 was Mike Hanrahan, de broer van Kieran ook medewerker aan de band.
Hun eerste album werd uitgebracht in 1978. Het album Take A Chance kwam in 1980. Op het Ballisodare Folk Festival maakten zij kennis met de Australiër Steve Cooney die bij de band kwam. In 1982 de band realiseerde Light In The Western Sky. In 1983 werd Tommy Hayes vervangen door Fran Breen. Peter Keenan kwam ook bij de band. In 1984/1985 kwam hun eerste Amerikaanse toer. Hierdoor ontstond American Special, en het in Dublin en Galway opgenomen album Take One. In 1986 kwam Full Flight op de markt en in 1988 Celtic Roots. In 1991 verving Davey McNevin Kieran Hanrahan in de bezetting. Daarop verlieten Fran Breen en Steven Cooney de band. In 1992 werd The Crooked Rose uitgebracht. Eamon McElholm werd in 1993 de nieuwe lead singer.

## Discografie
- Stockton's Wing, 1978
- Take a Change, 1980
- Light in the Western Sky, 1982
- American Special, 1984/85
- Stockton's Wing Live - Take one, 1985
- Full Flight, 1986
- Celtic Roots, 1988
- The Crooked Rose, 1992